# Sourdeval
Sourdeval è un comune francese di 2 901 abitanti situato nel dipartimento della Manica nella regione della Normandia.

## Geografia fisica
La cittadina si trova nel sud-est del dipartimento della Manica a metà strada tra i capoluoghi della Bassa Normandia, Caen, e della Bretagna, Rennes; 11 km a nord di Mortain, 14 km a sud di Vire e 17 km a ovest di Tinchebray. Il territorio di Sourdeval copre una superficie di circa 3612 ettari.
La città è attraversata sia dalla Strada Dipartimentale nº977 (vecchia Strada Statale 177), che collega Vire a Mortain, sia dalla nº911 (ex S.S. 811).
I dintorni della cittadina vengono bagnati dal fiume Sée, nel quale (sempre entro il territorio comunale) confluiscono il Sée Blanche e il Sée Rousse. Al confine con il Dipartimento dell'Orne scorre il fiume Égrenne, affluente della Loira.
Il punto più elevato (354 m) si trova a nord-est, il punto più basso (155 m) corrisponde alla confluenza tra il Sée e lo Yerseul, sul confine Ovest con Brouains.
| Comuni confinanti con Sourdeval |
| --- |
| Vengeons, Chaulieu Saint-Christophe-de-Chaulieu (Orne) Le Fresne-Poret Ger, Saint-Clément-Rancoudray Chérencé-le-Roussel Brouains Vengeons, Beauficel |

## Società

### Evoluzione demografica
Abitanti censiti